# Milesia tadzhikorum
Milesia tadzhikorum är en tvåvingeart som beskrevs av Peck och Heikki Hippa 1988. Milesia tadzhikorum ingår i släktet Milesia och familjen blomflugor.
Artens utbredningsområde är Tadzjikistan. Inga underarter finns listade i Catalogue of Life.